# Girolamo Basso della Rovere
Girolamo Basso della Rovere (Albissola Marina, c. 1450-Fabrica di Roma, 1 de septiembre de 1507) fue un eclesiástico italiano, obispo y cardenal, nepote de Sixto IV. 

## Biografía
Nacido a mediados del siglo XV, fue hijo de Giovanni Basso, notario de Albissola, y de Luchina della Rovere; tuvo varios hermanos: Maria, Antonio, Francesco, Guglielmo, Bartolomeo y Bernardino. 
La prosperidad llegó a la familia cuando su tío materno Francesco fue elegido papa en 1471 y comenzó a practicar intensivamente el nepotismo acostumbrado en la época para favorecer a sus familiares con numerosos beneficios eclesiásticos.    
El nuevo papa asignó a los hermanos una suculenta pensión y Girolamo fue nombrado canónigo de la catedral de Savona, en 1472 obispo de Albenga, en 1476 de Recanati-Loreto y en el consistorio de diciembre de 1477 fue creado cardenal con título de Santa Balbina, que dos años después cambió por el de San Crisógono, mientras su padre era investido conde de Bistagno y Monastero por el duque de Saboya Filiberto I.
Fue director de la Fábrica de San Pedro, protector de la Santa Casa de Loreto y de los carmelitas y administrador apostólico de la diócesis de Gubbio. Participó en el cónclave de 1484 en que fue elegido papa Inocencio VIII, y en el de 1492, en el que fue uno de los mayores opositores a la elección de Alejandro VI; como cardenal obispo de Palestrina se halló presente también en el cónclave de septiembre de 1503 en que salió Pío III y en el de octubre del mismo año, en el que apoyó la candidatura de su primo Julio II, que le promovió a la sede de Sabina y con quien participó en la expedición militar contra Giovanni Bentivoglio durante las guerras italianas.
Muerto en 1507 en Fabrica di Roma, cerca de Città di Castello, Julio II ordenó que su cuerpo fuese trasladado a Roma y sepultado junto al de Ascanio Sforza en el coro de la iglesia de Santa Maria del Popolo, con un suntuoso mausoleo obra de Andrea Sansovino.